# My Sandström
My Viktoria Sandström, född 17 februari 1986 i Lyckeby, Karlskrona, är en svensk filmregissör och manusförfattare.

## Biografi
My Sandström är utbildad i filmregi och filmproduktion på Filmhögskolan Akademin Valand vid Göteborgs universitet 2009-2012. Före det hade hon studerat Animation- och experimentfilm på Diagonalakademien och tv-produktion på Medieinstitutet. 
Hon regidebuterade 2008 med Förfluten ensamhet. År 2010 vann hon Startsladden på Göteborg Film Festival med Nudisten. Hon gjorde Pappa kom fram 2012 och Knuffen 2014. En del av prispengarna från Nudisten användes till att producera Kulturpengar 2015. Med den vann hon Tempo Short Award. Hon har också arbetat som manusförfattare åt SVT.
Ensamhet och utanförskap är återkommande teman i hennes berättelser.
Hon har år 2009 fått Yellowbirds stipendium för unga lovande filmare.

## Filmografi[4]
- 2008 – Förfluten ensamhet
- 2010 – Nudisten
- 2012 – Pappa kom fram
- 2012 – Kulan
- 2013 – Det är bara en känsla
- 2014 – Knuffen
- 2015 – Kulturpengar
- 2016 – Regnbågsfamiljen
- 2018 – Svaga kvinnor